# لين بيتي
لين بيتي هو سياسي أمريكي، ولد في 29 سبتمبر 1951. نشط حزبياً في الحزب الجمهوري. وقد انتخب عضو مجلس ولاية يوتا ‏.